# Lamin Kaba Bajo
Lamin Kaba Bajo (auch Lamin Bajo; * 10. November 1964 in Brikama) ist ein gambischer Politiker und Sportfunktionär.

## Leben
Bajo ging nach seinem Schulabschluss im April 1984 zum Militär. Dort erreichte er den Rang eines Commanders bei der Militärpolizei. Später diente er dem State House als Mitglied der Präsidentengarde bis zum Militärputsch von 1994 unter dem Armed Forces Provisional Ruling Council (AFPRC), der vom späteren Staatspräsidenten Yahya Jammeh geführt wurde. Danach wurde er für fünf Monate Commissioner der Western Division.
1995 wurde er vom AFPRC zum Innenminister und Minister für Religiöse Angelegenheiten in die Regierung bis 1997 berufen. Später wurde er Minister für Jugend, Sport und ab März 1998 Minister für Gemeinden und Landverwaltung. Im Jahr 2002 wurde er zum Botschafter in Saudi-Arabien ernannt und schied aus dem Kabinett aus.
Am 24. Oktober 2005 wurde er Außenminister von Gambia und diente in diesem Amt bis zum 19. Oktober 2006. Er wurde im Rahmen einer Kabinettsumbildung von Maba Jobe abgelöst. Als gambischer Botschafter im Iran war er ab Februar 2007 akkreditiert; im Juli 2009 wurde er Botschafter in Katar.
Am 4. Februar 2010 wurde ihm als Nachfolger von Antouman Saho das Ministerium für Fischerei, Wasserwirtschaft und Angelegenheiten der Nationalversammlung (englisch Ministry of Fisheries, Water Resources and National Assembly Matters) übertragen. Im Februar 2012 wurde er zum Botschafter in Marokko ernannt, kehrte aber schon im April 2012 als Innenminister und Nachfolger von Ousman Sonko ins Kabinett zurück. Bereits im Mai 2012 wurde er jedoch durch den erneut ins Kabinett geholten Ousman Sonko abgelöst. Er kehrte auf den Botschaftsposten in Marokko zurück, von dem er im Juni 2014 durch Ebrima Jarju abgelöst wurde.
Im September 2014 wurde er zum neuen Präsidenten der Gambia Football Federation (GFF) gewählt und 2018 wiedergewählt. Im April 2019 wurde er für sein Engagement von der Sports Journalist Association of The Gambia (SJAG) als Persönlichkeit des Jahres (Sports Personality of the Year) ausgezeichnet.
Bajo war auch Vertreter Gambias bei der Organisation der Islamischen Konferenz (OIC) (Stand Mai 2004).
Im November 2021 wurde er zum Vizepräsidenten des Gambia National Olympic Committee (GNOC) gewählt.
Er ist mit Mariama Bajo verheiratet und hat Kinder.